# Constitución de Bélgica
La Constitución de Bélgica fue creada el 7 de febrero de 1831, dentro del marco de la independencia del país, separándose de los Países Bajos.  La Constitución belga ha tenido un estabilidad remarcable hasta tiempos recientes. En 1893 introdujo el sufragio masculino, en 1920-21 el femenino. La primera reforma concerniente a la organización del Estado fue la modificación de 1967-1971.  Tras esta, ha tenido cinco revisiones en dirección de la transformación del Estado en un Estado Federal.
La Constitución de Bélgica es un resumen equilibrado de las constituciones francesas de 1791, 1814, 1830 y del Derecho Constitucional Holandés. 
La constitución belga establece los derechos fundamentales ( a la propiedad privada, a la inviolabilidad del domicilio, respecto de la vida privada y familiar, al secreto de las comunicaciones, la libertad de culto, etc..), la igualdad de derechos, la libertad de reunión, la libertad de prensa.
Esta Constitución otorga privilegios especiales al rey, que le permiten promulgar, rechazar y derogar las leyes del país. 
La Constitución reparte el Poder en tres áreas.
- Poder Ejecutivo: Encabezado por el primer ministro de Bélgica y los ministros asesores.
- Poder Judicial: Encabezado por los Tribunales y la Corte Suprema
- Poder Legislativo: Siendo este el más importante, está dirigido por el Congreso y la Cámara de representantes.